# Діастереоселективність
Ді́асте́реоселекти́вність (рос. диастереоселективность, англ. diastereoselectivity) — стереоселективність у хімічних реакціях, в яких переважно утворюється один діастереоізомер. Кількісно виражається надлишком утвореного діастереоізомера. Наприклад, реакція 3-фенілглутарової кислоти з (R)-1-фенілетиламіном веде до утворення двох діастереомерних амідів у співвідношенні 3:2.